# Рупен Зартарјан
Рупен Зартарјан (јерм. Ռուբէն Զարդարեան; Дијарбакир, 1874 — Дијарбакир, 16. август 1915) био је истакнути јерменски књижевник, преводилац са француског на јерменски језик, просветни радник и политички активиста на подручју Османског царства с краја XIX и почетка 20. века.
Страдао је као жртва Геноцида над Јерменима у Османском царству током Првог светског рата.

## Биографија
Зартарјан је рођен 1874. године у граду Дијарбакиру, а одрастао је у граду Елазигу где су се његови родитељи преселили кад су му биле свега две године. У Елазигу је стекао и основно образовање. Потом се школовао под патронатом истакнутог јерменског књижевника тог времена Хованеса Харутјунијана Тлгадинција који је важио за једног од најутицајнијих јерменских књижевника у то време. Са 18 година почео је да ради као предавач у Тлгадинцијевој школи, а потом одлази у Француску где је провео три године у француским верским школама.
Због своје политичке активности усмерене у корист јерменског народа, ухапшен је 1903. од стране турских власти и протеран из земље. Након протеривања из земље настанио се у Бугарској одакле је уређивао јерменски часопис Размиг (јерм. Ռազմիկ), који је сам и основао 1906. године. У новинским чланцима које је објављивао анимирао је своје сународнике у Османском царству у правцу борбе за аутономију и једнака права. Након Младотурске револуције 1908. заједно са бројним јерменским интелектуалцима враћа се у Истанбул, где почиње да ради као уредник новина Азадамард (јерм. Ազատամարտ), односно као предавач у једној од јерменских средњих школа у граду.
Ухапшен је током априла месеца 1915, а потом депортован у град Ајаш у централној Анадолији, где је остао све до 5. маја. Приликом пребацивања на војни суд у Дијарбакиру, паравојна група предвођена извесним Черкес Ахметом, пресрела их је непосредно пре улаза у град и масакрирала све јерменске затворенике (16. август).